# Borges (empresa)
Borges (Borges International Group, S.L.U) és un grup empresarial internacional amb seu a Reus (Tarragona) dedicat a la comercialització i distribució d'oli d'oliva, oli de llavors, fruits secs, vinagres, begudes vegetals, pasta i snack. Va iniciar l'activitat l'any 1896 sota el nom de Industrias Pont, creat per Antonio Pont i Pont i Dolors Creus Casanovas i des de 1964 utilitza l'actual marca. És la marca d'oli amb major distribució al món, sent present a més de 100 països. Va rebre el Premi Príncep d'Astúries a l'Excel·lència Empresarial en la modalitat Gestió de la Marca de Renom.